# 陈祖芬
陈祖芬（1943年-2019年），女，汉族，祖籍浙江镇海。生于上海，毕业于上海戏剧学院，中华人民共和国作家。北京市文联副主席、北京市作协副主席。中国报告文学学会副主席，中国作协第五届全委会委员及第六、七届主席团委员，北京市政协常委。主要作品为宣传各类人物的报告文学。第八、九、十、十一届全国政协委员。

## 生平
出版三十多本报告文学为主的书籍。其中《祖国高于一切》连续多年获得中国报告文学界最高奖励。
报道薄熙来的报告文学《世界上什么事最开心》引发中国政坛巨大地震。
2008年，当选第十一届全国政协委员，代表文化艺术界，分入第二十七组。

## 家庭
祖父陈济成。
外祖父陈端志。
前夫邢益勋，原北京青年艺术学院副院长。和前夫育有一子，陈（邢）海峰，现居美国。现任丈夫刘梦溪为文史学者、中央文史研究馆馆员。
弟弟陈祖德。